# Laburrus quadratus
Laburrus quadratus är en insektsart som beskrevs av Auguste-Henri Forel 1864. Laburrus quadratus ingår i släktet Laburrus och familjen dvärgstritar.

## Underarter
Arten delas in i följande underarter:
- L. q. atrata
- L. q. deleta